# Doué-la-Fontaine

Doué-la-Fontaine este o comună în departamentul Maine-et-Loire, Franța. În 2009 avea o populație de 7,477 de locuitori.